# Schweriner Volkszeitung

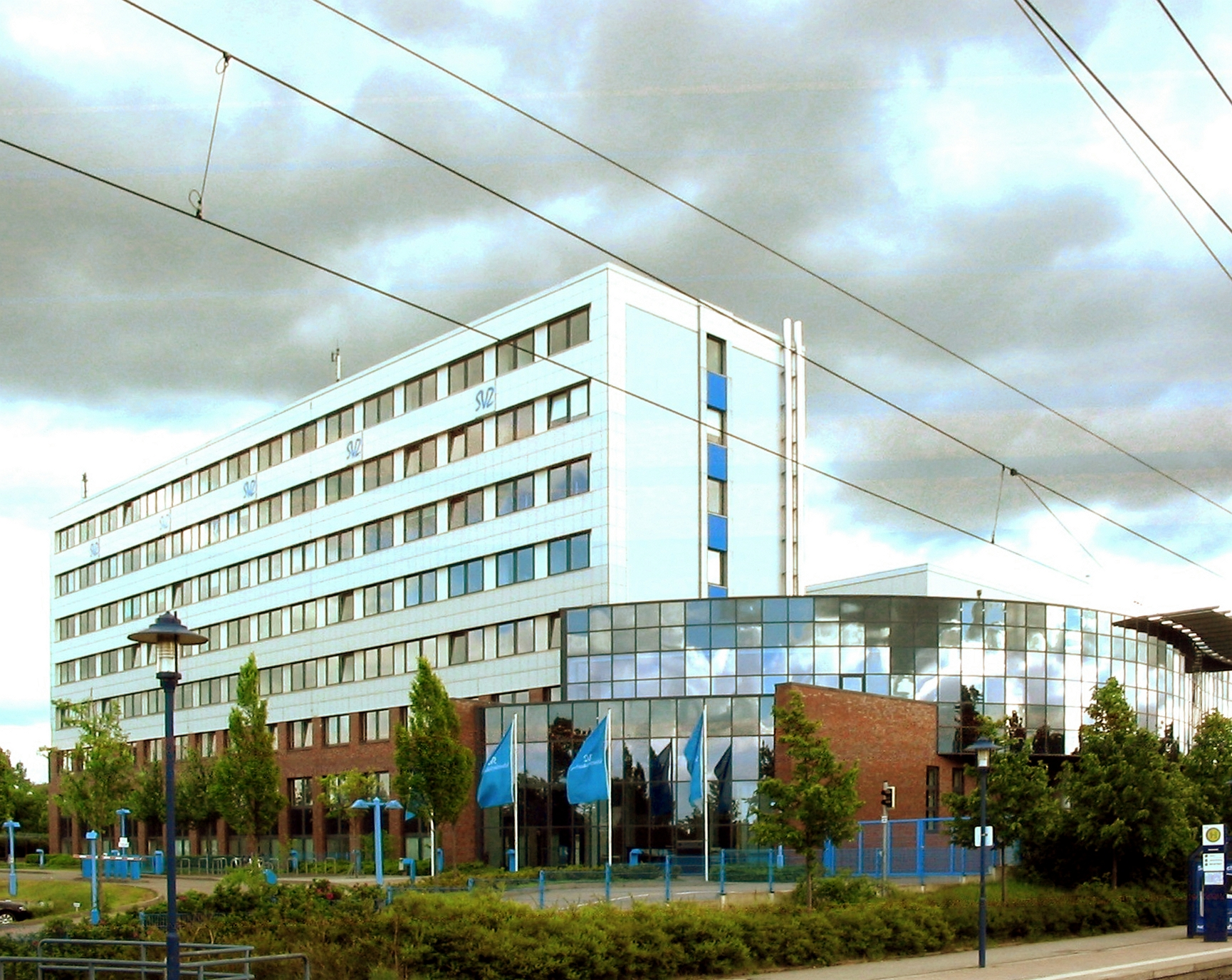
Verlagshaus in Schwerin

Logo der Website SVZ.de bis Juli 2024

Die Schweriner Volkszeitung (kurz: SVZ) ist eine Abonnement-Tageszeitung für Westmecklenburg, Teile der Prignitz, das Amt Neuhaus in Niedersachsen (entsprechen zusammen dem ehemaligen Bezirk Schwerin) und Rostock. In der Region Rostock erscheint sie als Norddeutsche Neueste Nachrichten (kurz: NNN) mit demselben Mantelteil als Publizistische Einheit. In der Prignitz wird Der Prignitzer vertrieben. Nach dem Erwerb des Zeitungsverlags Schwerin GmbH & Co.KG durch SV Medien Gruppe zum 1. Januar 2024 bildet die SVZ seit dem 1. April 2024 eine publizistische Einheit mit dem in Neubrandenburg erscheinenden Nordkurier unter dem Dach der SV Medien Gruppe. Zusammen mit der im ehemaligen Bezirk Rostock erscheinenden konkurrierenden Ostsee-Zeitung ist das gesamte Land Mecklenburg-Vorpommern lokal aufgeteilt und abgedeckt.
Die verkaufte Auflage beträgt 38.301 Exemplare, ein Minus von 73,4 Prozent seit 1998. Das Blatt wird pro Ausgabe von rund 280.000 Menschen gelesen (Gesamtverbreitung, Media-Analyse 2009). Mittwochs wird die kostenlose Wochenzeitung express an alle Haushalte im Kernverbreitungsgebiet verteilt. Mit dem Online-Angebot SVZ wurden Nachrichten unter svz.de auch im Web bereitgestellt. Ende Juli 2024 wurde das Onlineangebot in den Online-Auftritt des Nordkurier vollständig integriert.

## Geschichte
Am 10. April 1946 erschien die erste Ausgabe der Landes-Zeitung – Organ des Landesvorstandes der SED in Mecklenburg-Vorpommern. Die Zeitung erhielt umfangreiche Papierzuteilungen und konnte 1946 eine Auflage von 100.000 Exemplaren drucken, die sich 1947 auf 170.000 Exemplare steigerte. Gleichzeitig wurden die genehmigten Auflagen der Wettbewerber, dies waren Der Demokrat (CDU) und die Norddeutsche Zeitung (LDPD), von der Sowjetischen Militäradministration durch Papierzuweisungen auf 20.000 Exemplare begrenzt. Erste Chefredakteure wurden Heinz Alois Pohlmeyer (SPD) und Erich Glückauf (KPD). Bei der Verwaltungsreform von 1952 und der Bildung der Bezirke wurde aus der Landeszeitung die SVZ. Die SVZ trug seither den Untertitel „Organ der Bezirksleitung der SED“ und verfügte im Nordwesten der DDR über elf Lokalredaktionen, die insgesamt eine tägliche Auflage von 173.800 Exemplaren produzierten.
Der Burda-Verlag, in dem Zeitschriften wie Bunte, Focus und Freundin erscheinen, kaufte 1991 von der Treuhandanstalt neben dem Rostocker Blatt Norddeutsche Neueste Nachrichten die Schweriner Volkszeitung. Im Jahre 2005 wurde das Blatt vom Burda-Konzern an den Schleswig-Holsteinischen Zeitungsverlag (sh:z) veräußert und ist heute, wie der sh:z, eine hundertprozentige Tochtergesellschaft der medien holding:nord GmbH mit Sitz in Flensburg. Seit August 2012 tritt der Zeitungsverlag schwerin unter der Dachmarke medienhaus:nord auf. Damit sollen die gemeinsamen Kompetenzen der drei starken Zeitungstitel (SVZ, NNN, Der Prignitzer), der Wochenzeitungen und moderner, zukunftsweisender Digitalangebote gebündelt werden, wie Geschäftsführer Andreas Gruczek bei der Einführung der Dachmarke sagte.
Die Schweriner Volkszeitung ging am 5. Mai 1995 zu Werbezwecken mit redaktionellen Beiträgen  online. Seit dem 2. Juli 2007 erscheint die Zeitung auch als E-Paper. Aktuell nutzen rund 280 000 Unique User monatlich die digitalen Angebote des medienhaus:nord.
Von Oktober 2008 bis März 2013 wurde der Mantel der Zeitung durch die ausgelagerte mv:m Mantelredaktion GmbH erstellt, die seit April 2009 auch den Nordkurier beliefert. An der mv:m waren Nordkurier und Schweriner Volkszeitung mit jeweils 50 Prozent beteiligt. Im Frühjahr 2013 zog sich der Nordkurier aus der Gemeinschaftsredaktion zurück. „Verschiedene redaktionelle Neuausrichtungen“ hätten „in andere publizistische Ansprüche als zu Beginn der Kooperation“ gemündet, hieß es damals aus Neubrandenburg. Seither produzierte die mv:m Mantelredaktion GmbH wieder ausschließlich für die Zeitungen des medienhaus:nord. Ende 2014 wurden die verbleibenden Mantelredakteure und -mitarbeiter in das medienhaus:nord eingegliedert.
2016 erwarb die Osnabrücker Verlagsgruppe NOZ MEDIEN (Neue Osnabrücker Zeitung) die Unternehmen, die bis zu dem Zeitpunkt unter den Dächern von „sh:z das medienhaus“ und „medienhaus:nord“ gebündelt wurden und rief übergreifend die „medien holding:nord GmbH“, kurz mh:n MEDIEN, ins Leben.
Die Schwäbischer Verlag GmbH, zu der auch der „Nordkurier“ aus Neubrandenburg gehört, übernahm die Zeitung zum 1. Januar 2024.

## Auflage
Die Schweriner Volkszeitung hat in den vergangenen Jahren erheblich an Auflage eingebüßt. Die verkaufte Auflage ist in den vergangenen 10 Jahren um durchschnittlich 6,6 % pro Jahr gesunken. Im vergangenen Jahr hat sie um 23,2 % abgenommen. Sie beträgt gegenwärtig 38.301 Exemplare. Der Anteil der Abonnements an der verkauften Auflage liegt bei 89,9 Prozent.
| 1998   | 1999   | 2000   | 2001   | 2002   | 2003   | 2004   | 2005   | 2006   | 2007   | 2008   | 2009  | 2010  | 2011  | 2012  | 2013  | 2014  | 2015  | 2016  | 2017  | 2018  | 2019  | 2020  | 2021  | 2022  | 2023  | 2024  |
| ------ | ------ | ------ | ------ | ------ | ------ | ------ | ------ | ------ | ------ | ------ | ----- | ----- | ----- | ----- | ----- | ----- | ----- | ----- | ----- | ----- | ----- | ----- | ----- | ----- | ----- | ----- |
| 144179 | 139698 | 135439 | 131203 | 124813 | 120125 | 115892 | 111572 | 108006 | 105470 | 101282 | 97813 | 94428 | 91068 | 90813 | 89477 | 86926 | 83653 | 80989 | 77908 | 75992 | 71542 | 67581 | 67426 | 62421 | 56967 | 43755 |

## Inhalte

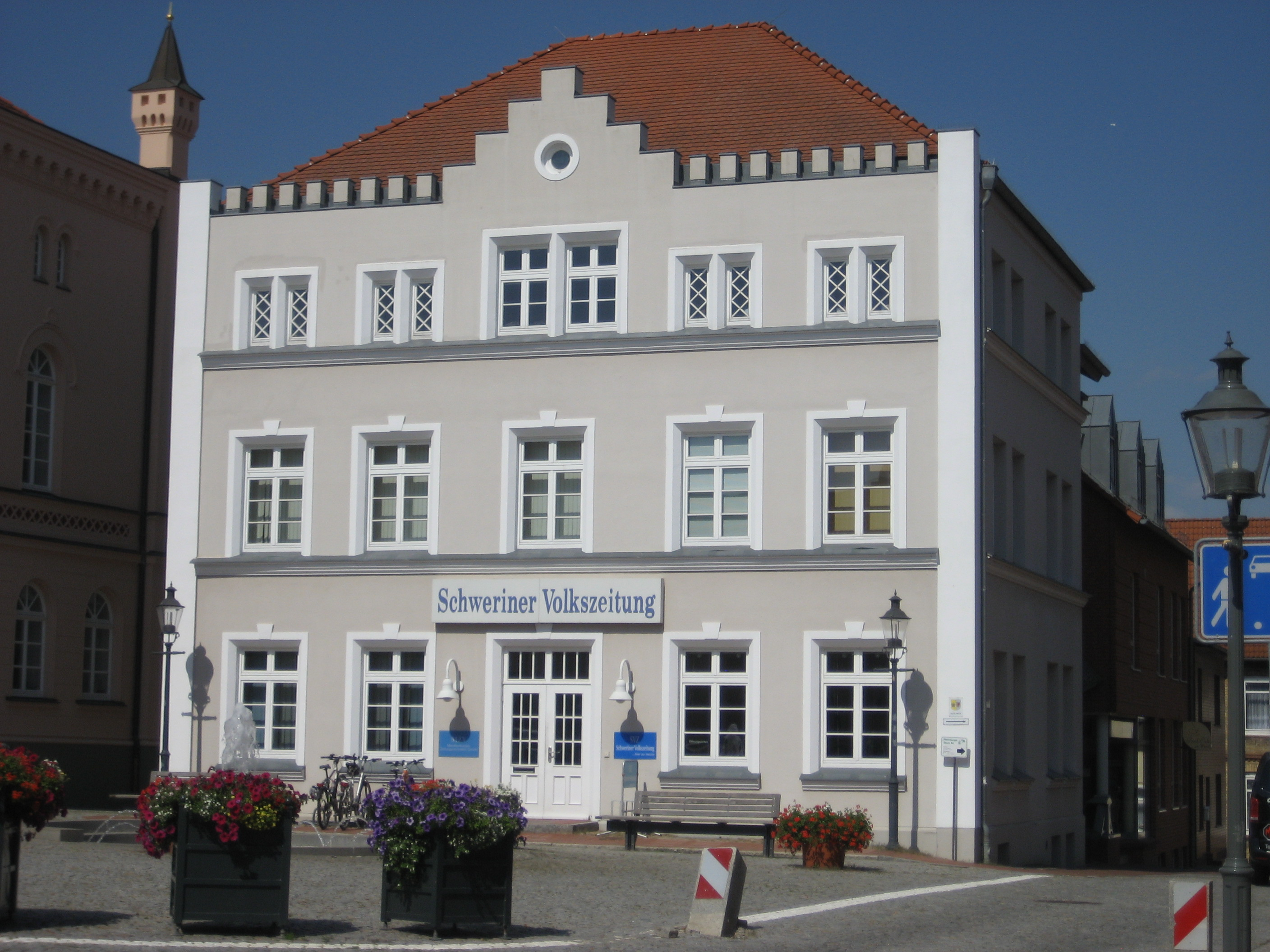
Sitz der Schweriner Volkszeitung mit ihrer Lokalredaktion „Anzeiger für Sternberg–Brüel–Warin“ am Markt von Sternberg (2015)

Die Printausgabe besteht aus dem Zeitungsmantel (der Hauptteil der Zeitung mit überregionalen Nachrichten aus dem Land, Deutschland und der Welt, aus regionaler Wirtschaft, Sport, Kultur und Gesellschaft) und dem Familienmagazin (mit Ratgeber, Themen-, Special Interest und der täglichen Kinderseite) sowie aus dem Lokalteil.
Je nach Wohnort des Lesers gibt es folgende Lokaltitel: „Zeitung für die Landeshauptstadt“, „Zeitung für Lübz-Goldberg-Plau“, „Anzeiger für Sternberg-Bruel-Warin“, „Güstrower Anzeiger“, „Bützower Zeitung“, „Parchimer Zeitung“, „Gadebusch-Rehnaer Zeitung“, „Ludwigsluster Tageblatt“ und „Hagenower Kreisblatt“. Da Teile der zu Brandenburg zählenden Prignitz bis zur Wende zum Bezirk Schwerin und damit zum Vertriebsgebiet der SVZ gehörten, erscheint das Blatt hier als Der Prignitzer – Brandenburger Allgemeine, mit eigenständigen brandenburgischen Mantelseiten. In der Hansestadt Rostock erscheint das Blatt mit variierten Inhalten und Formen als „Norddeutsche Neueste Nachrichten – Rostocker Anzeiger“ im Wettbewerb mit der zur Madsack-Gruppe gehörenden Ostsee-Zeitung.
Die Schweriner Volkszeitung ist Stifterin des Publikumspreises beim Filmkunstfest Mecklenburg-Vorpommern.
Seit Mitte der 1990er Jahre veranstaltet die SVZ unter dem Motto „Zeitung in der Schule – ZiSch“ ein Schulzeitungsprojekt. Dabei werden den Schülern der angemeldeten Schulklassen Kenntnisse zum Thema Journalismus, Zeitungsproduktion und Medienkompetenz vermittelt. Die Schüler haben die Möglichkeit, im Rahmen des Projektes selbst Artikel zu verfassen, welche regelmäßig auf Sonderseiten veröffentlicht werden. Im Jahr 2015 nehmen rund 7000 Kinder und Jugendliche an dem Projekt teil.
Zum Portfolio des medienhaus:nord gehören außerdem regelmäßig Sonderpublikationen und saisonale Magazine sowie zahlreiche Veranstaltungen für Leser und ausgewählte Zielgruppen. Darüber hinaus engagiert sich das medienhaus:nord in zahlreichen Medienpartnerschaften für die Region. Zu den Verlagsdienstleistungen zählt u. a. die adressierte Zustellung von Briefen sowie Flyern und Prospekten. Als 100%iges Tochterunternehmen der medienholding:nord (Flensburg) stehen darüber hinaus zahlreiche weitere Produkte und Dienstleistungen zur Verfügung.

## Chefredakteure
Chefredakteure der Landeszeitung bzw. Schweriner Volkszeitung (unvollständig):
| Zeitraum  | Name                                                               |
| --------- | ------------------------------------------------------------------ |
| 1946–1948 | Heinz Alois Pohlmeyer (SPD) & Erich Glückauf (KPD); paritätisch    |
| 1948–1949 | Wilhelm Müller                                                     |
| 1949–1951 | Karl Jakobi                                                        |
| 1952–1954 | Fritz Waasner                                                      |
| 1954–1959 | Hans Mahle; erst mit der Leitung beauftragt, ab 1956 Chefredakteur |
| 1959–1960 | Karl Klenke; kommissarisch                                         |
| 1960–1967 | Kurt Neheimer                                                      |
| 1967–1971 | Ernst Parchmann                                                    |
| 1971–1989 | Hans Brandt                                                        |
| 1990–2004 | Christoph Hamm †                                                   |
| 2004–2005 |                                                                    |
| 2005–2009 | Thomas Schunck                                                     |
| 2010–2012 | Dieter Schulz                                                      |
| 2013–2024 | Michael Seidel                                                     |